# Laura Belli

Laura Belli single-ul Solo tre note/Per...

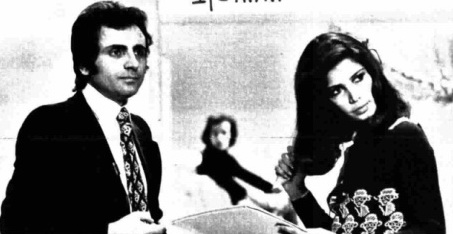
Toni Santagata și Laura Belli în Il mondo è bello perché è piccolo (1975)

Laura Belli (n. 11 noiembrie 1947, Napoli, Italia) este o actriță, scenaristă și cântăreață italiană. Printre cele mai cunoscute filme la care a participat se numără: Poliția mulțumește, Comisarul Cardone în acțiune, Călugărița din Monza, Da Corleone a Brooklyn⁠(d). 

## Biografie
După ce și-a terminat studiile la Centro sperimentale di cinematografia (Centrul Experimental de Cinematografie) și la Academia de Artă Dramatică (Accademia d'arte drammatica), a debutat în film în 1969 într-un film cu nuanțe erotice, de gen istoric-conventual, al regizorului Eriprando Visconti, Călugărița din Monza. Mai târziu, a fost solicitată să joace în principal roluri dramatice, adesea în filme polițiste.
Popularitatea ei a venit însă prin televiziune, unde în anii șaptezeci, după ce a debutat ca prezentatoare a programului Prossimamente, a participat la câteva drame de mare succes, printre care Il segno del comando (1971) și Ho incontrato un'ombra (1974), ambele de Daniele D'Anza, Lungo il fiume e sull'acqua de Alberto Negrin (1973) și Gamma di Salvatore Nocita (19775).
După prima naștere în 1975, a continuat să joace roluri în televiziune până în 1979 și apoi și-a încheiat cariera. Spre sfârșitul anilor 1980 s-a orientat către pictură; În 2000 a revenit ca regizor al filmului Film, pentru care a scris și scenariul.

## Filmografie selectivă

### Cinema

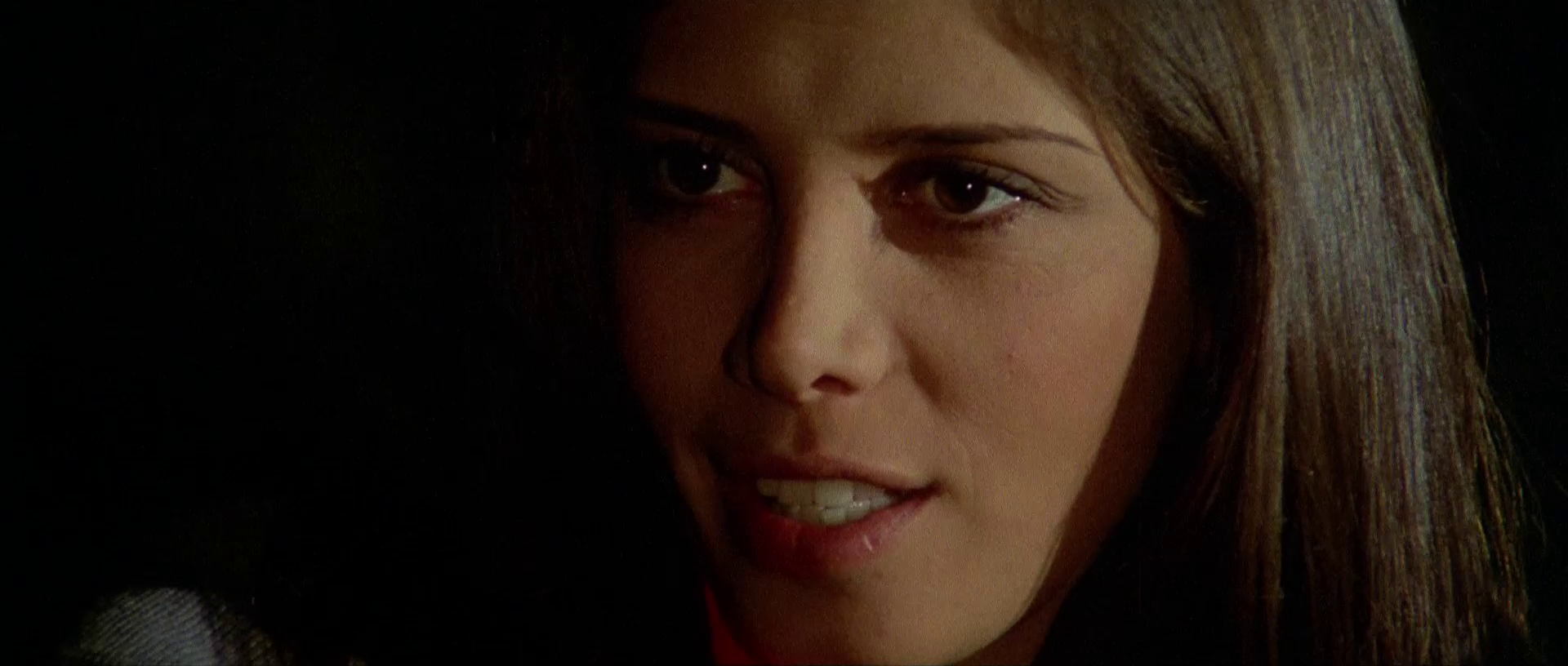
Laura Belli într-o scenă Scenă din filmul Milano odia (1974)

- 1969 Călugărița din Monza (La monaca di Monza), regia Eriprando Visconti
- 1969 Faccia da schiaffi, regia Armando Crispino
- 1969 La stagione dei sensi, regia Massimo Franciosa
- 1969 La battaglia del deserto, regia Mino Loy
- 1972 Poliția mulțumește (La polizia ringrazia), regia Stefano Vanzina
- 1973 Comisarul Cardone în acțiune (La polizia sta a guardare), regia Roberto Infascelli
- 1973 Il figlioccio del padrino, regia Mariano Laurenti
- 1974 Milano odia: la polizia non può sparare, regia Umberto Lenzi
- 1974 I giorni della Chimera, regia Franco Corona
- 1975 Il caso Raoul, regia Maurizio Ponzi
- 1976 Hanno ucciso un altro bandito, regia William Garroni (pseudonimo di Guglielmo Garroni)
- 1977 L'uomo di Corleone, regia Duilio Coletti
- 1978 Porci con la P.38, regia Gianfranco Pagani
- 1979 Da Corleone a Brooklyn, regia Umberto Lenzi
- 1980 Ombre, regia Mario Caiano și Giorgio Cavedon

### Scenaristă și regie
- 2000 Film

## Discografia parziale
Vinyl, 7", 45 RPM, Mono
- 1976 – Solo tre note/Per... (Dischi Ricordi, SRL 10.784)[3]